# 서비스 마크

서비스 마크 심볼을 사용한 가공의 로고

서비스 마크(service mark) 또는 서비스마크(servicemark)는 상품이 아닌 서비스를 식별하기 위해 미국과 기타 여러 국가들에 사용되는 상표이다.
서비스 마크가 연방 등록이 이루어지면 표준 등록 심볼 ® 또는 Reg U.S. Pat & TM Off를 사용할 수 있다. (동일 심볼을 등록 상표 표기에 사용 가능)
등록 이전에는 서비스 마크 심볼 ℠(어깨글자 SM)을 사용하는 것이 일반적이다.

## 같이 보기
- 마케팅